# Мод Уелска
Мод Уелска, с рождено име Мод Шарлот Мари Виктория, принцеса на Уелс, е британска принцеса и кралица на Норвегия – съпруга на норвежкия крал Хокон VII.

## Биография
Мод е родена на 26 ноември 1869 г. в Малборо Хаус, Лондон. Дъщеря е на уелския принц Едуард – най-големия син и престолонаследник на кралица Виктория, и на датската принцеса Александра Датска. От раждането си, като внучка на британския монарх, тя получава титлата „Нейно кралско височество принцеса Мод Уелска“
На 22 юли 1896 г., в Лондон, Мод се омъжва за своя първи братовчед по майчина линия – принц Карл Датски, бъдещ крал на Норвегия Хокон VII. Съпругът на Мод е офицер от датския флот, поради което семейството се премества да живее в Копенхаген. Двамата имат едно дете – Принц Александър Едуард Кристиан Фредерик (1903 – 1991) – бъдещ крал на Норвегия под името Олаф V.
През юни 1905 г. парламентът на Норвегия разтрогва стогодишната лична уния с Швеция и предлага норвежката корона на принц Карл Датски. След проведен плебисцит по въпроса, през ноември 1905 г. съпругът на Мод официално приема предложението на норвежците и се възкачва на норвежкия престол, приемайки името Хокон VII. Официалната коронация на Хокон и Мод за нови крал и кралица на Норвегия е извършена на 22 юни 1906 в Тронхайм, Норвегия.
Кралица Мод умира от сърдечна недостатъчност на 20 ноември 1938 г. в Лондон, три дни след като ѝ е извършена хирургическа опрация. Тялото ѝ е върнато в Норвегия, където е положено в кралската крипта на замъка Акершус, Осло.